# Танхельм Антверпенский
Танхельм Антверпенский (ум. 1115, Tanchelm, также Tanchelijn, Tanquelin или Tanchelin) — фламандский религиозный деятель начала XII века, осуждённый как еретик бродячий проповедник. Отрывочные сведения о его жизни и деятельности сохранились в «Introduction ad theologiam» Пьера Абеляра, житии святого Норберта Ксантенского и письмах духовенства Утрехта к архиепископу Кёльнскому Фридриху I.
Возможно, он был монахом. Известно, что вместе со своими вооружёнными сторонниками Тенхельм действовал в окрестностях Утрехта. проповедь Танхельма была направлена против злоупотреблений духовенства. по его утверждению, эффективность совершаемых таинств зависит от святости совершающего их священника. Таинства, совершаемые священниками, чьё поведение грешно, не действенно. Также он отрицал необходимость уплаты десятины. За исключением его претензий на руководимость Святым Духом, ересь Танхельма напоминала современных ему патаров Милана. Сообщается о его путешествии в 1112 году в Рим по поручению графа Роберта II для встречи с папой Пасхалием II, чтобы присоединить свой регион к французской епархии Теруана. По возвращении из Рима Танхельм и сопровождавший его священник были арестованы в Кёльне. Духовенство Утрехта просило архиепископа не отпускать Танхельма на свободу, однако он был отпущен. после этого Танхельм отправился в Антверпен и Брюгге. В Антверпене, обнаружив, что единственный городской священник имеет в качестве любовницы свою родственницу, он повёл кампанию против него. В этом городе Танхельм был убит в 1115 году. Согласно житию Норберта Ксантенского, его ударом по голове убил в «чрезмерном рвении» священник.
В Антверпене деятельность сторонников Таехельма продолжалась ещё примерно 12 лет, пока не была пресечена святым Норбертом, приглашённого местным епископом Бурхардом. Норберт и основанный незадолго до этого им орден премонстрантов смог прекратить эту смуту.
Существует несколько взглядов относительно Танхельма. Согласно одному из них, это был благородный скромный религиозный человек, который, как и многие в его время, был озабочен духовной жизнью, своей и духовенства. Другие, включая современное ему духовенство Утрехта, рассматривают его как фанатика. По мнению современного американского историка религий Дж. Рассела, Танхельм, наряду с Робеспьером, Лениным, Кальвином, Гильдебрандом и Клавдием Туринским был революционным фанатиком-энтузиастом.